# Club Sport Libertad Barranco
El Club Sport Libertad Barranco era un club del distrito de Barranco, Lima, Perú. El club fue uno de los primeros de la capital y segundo del distrito en conformar la Liga Peruana de Fútbol del 1912.

## Historia
El Club Sport Libertad Barranco era un club del Distrito de Barranco del, Departamento de Lima , del Perú. Fue el segundo equipo barranquino y uno de los primeros de la capital, en conformar la Liga Peruana de Fútbol del 1912. Sport Libertad Barranco, se integró a la División Intermedia del mismo periodo.
El club poco tiempo después, regresa  a su liga de origen, entonces llamada Segunda División Liga Provincial de Balnerios, equivalente a la tercera división. Desde entonces no logró ascender a la Primera División del Perú. Finalmente, el Sport Libertad Barranco desaparece del ámbito futbolístico peruano.

## Nota
- El Sport Libertad, es totalmente diferente del Club Libertad de la Provincia Constitucional del Callao, que se fundó muchos años antes. Además, ningún equipo chalaco participó en la liga hasta los años 20.